# Argyrodendron actinophyllum
Argyrodendron actinophyllum es un árbol del bosque templado húmedo. Es nativo del este de Australia, donde se le conoce como booyong negro. La albura es de color rosa-pardusco. La característica más distintiva de Argyrodendron trifoliolatum es que los troncos forman grandes contrafuertes característicos.

## Descripción
Es un prominente árbol reforzado en la base, que alcanza hasta los 10 a 20 m de altura, es nativo del sur de Queensland. Las hojas son palmeadas, con alrededor de 7 foliolos ovado- lanceoladas con los márgenes ondulados. La inflorescencia es una densa acumulación de pequeñas flores blancas, nacen en el otoño, seguidas por las semillas aladas.

## Sinonimia
- Heritiera actinophylla (F.M.Bailey) Kosterm.
- Tarrietia actinophylla F.M.Bailey
- Tarrietia argyrodendron var. actinophylla F.Muell..[1]

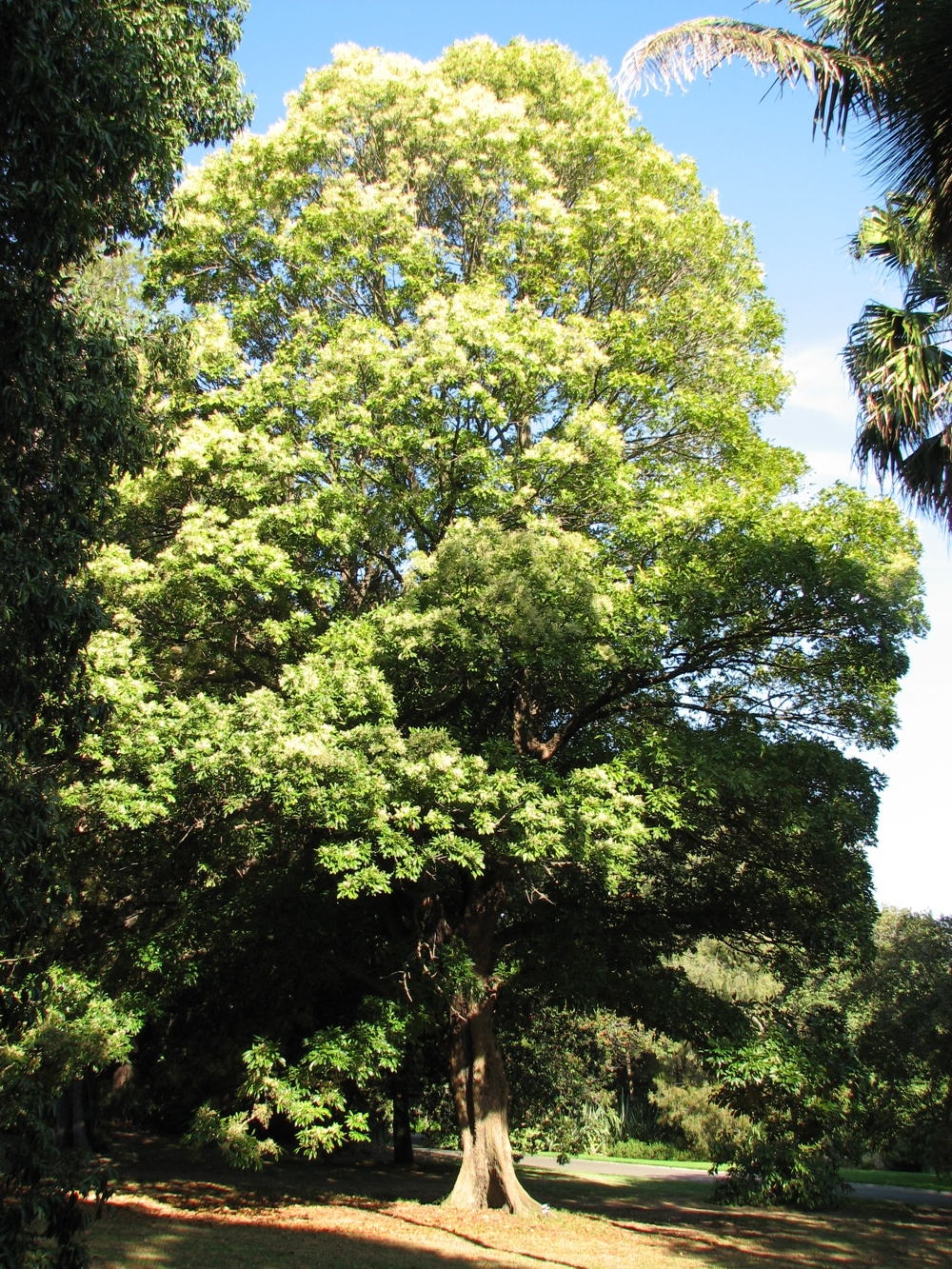
Booyong negro
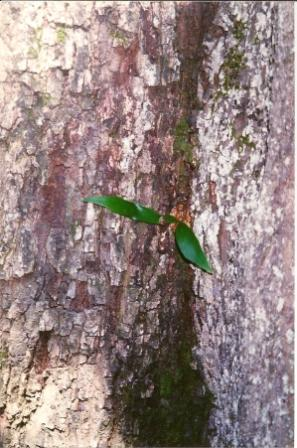
Corteza de booyong negro con un helecho epifito Platycerium
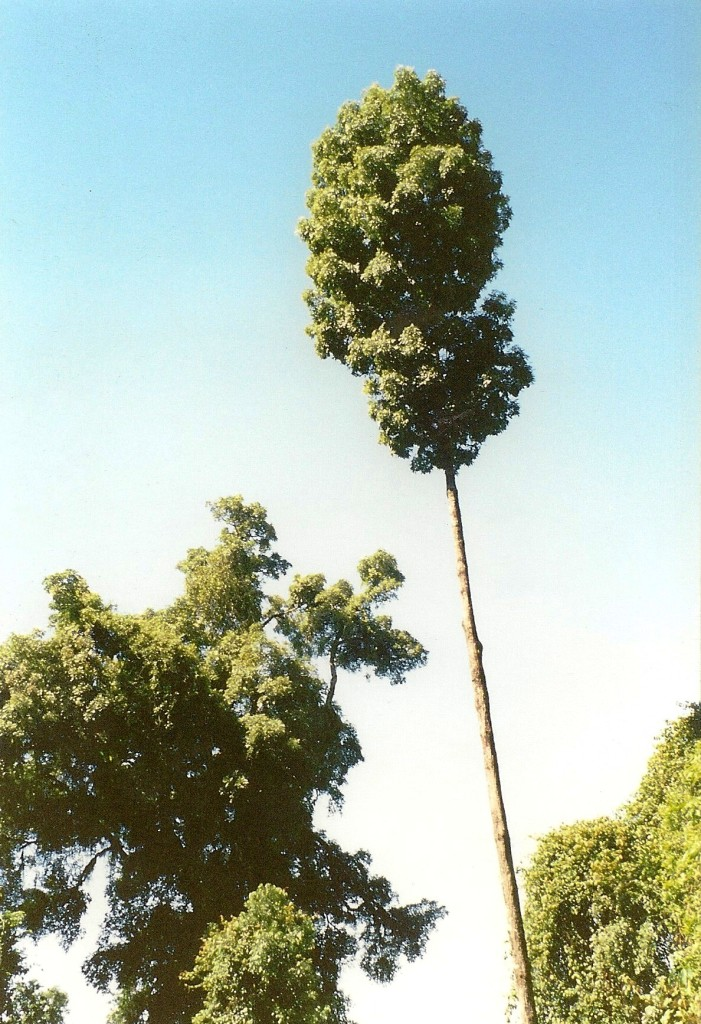
Black Booyong, Monte Boss